# Mukaab
A Mukaab (jelentése: kocka) egy tervezett szaúd-arábiai építészeti projekt, amelynek célja egy kocka alakú felhőkarcoló építése Rijádban, amely térfogatát tekintve húsz Empire State Buildinget foglalna magába.

## Háttér
A hatalmas vállalkozást a királyság tényleges uralkodója, Mohamed bin Szalmán asz-Szaúd koronaherceg jelentette be 2023. február 16-án. A tervet némi kritika érte, mivel hasonlít a Mekkai nagymecsetben található Kába szentélyre, az iszlám vallás legszentebb kegyhelyére.
A belső térben a jelenlegi tervek szerint hatalmas holografikus vetítések lesznek, amelyek célja, hogy a nézők úgy érezzék, mintha különböző valóságokban, időkben és helyeken lennének. A belső térben lesz egy örvénylő torony is, amely a megfigyelőteraszoknak, éttermeknek ad majd helyet, és amelyből a vetítések fognak kiindulni.
A Mukaab a tervek szerint a szaúdi főváros, Rijádon belül épülő, Új Murabba nevű óriási új belváros központi eleme lesz. Ez lesz a világ legnagyobb egybeépített építménye, mintegy 2 millió négyzetméteres belső alapterületével.
A projektet a New Murabba Development Company fogja megvalósítani, amelynek Mohamed bin Szalmán asz-Szaúd koronaherceg az elnöke.
A kocka a tervek szerint 400 méter magas és minden oldala 400 méter széles lesz.
A kocka tervei a Saudi Vision 2030 projekt részét képezik..
Az épület tervét a modern najdi építészeti stílus ihlette.
A Mukaab egy tetőkerttel is rendelkezik majd.